# Joe Walker

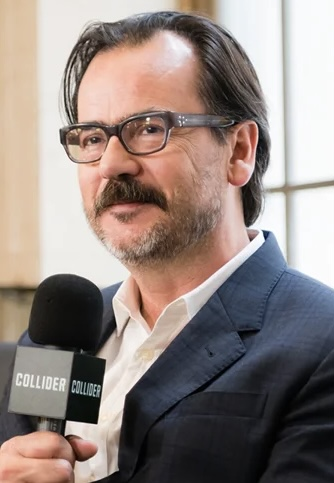
Joe Walker

Joe Walker (Londen, 2 oktober 1963) is een Brits film editor.
Walker werd tweemaal genomineerd voor een Oscar voor beste montage  met de films 12 Years a Slave en Arrival en won een Europese Filmprijs voor beste montage met de film Shame. Hij begon zijn loopbaan bij de filmafdeling van de BBC en werkte meerdere malen samen met de filmregisseurs Steve McQueen en Denis Villeneuve. Met de laatstgenoemde regisseur maakte hij vooral de overstap naar de filmproducties in Hollywood.

## Filmografie

### Film
- 2001: Tabloid
- 2005: Mai + come prima
- 2007: Grow Your Own
- 2008: The Escapist
- 2008: Hunger
- 2009: Harry Brown
- 2010: Brighton Rock
- 2011: Life in a Day (documentaire)
- 2011: Shame
- 2013: Last Passenger
- 2013: 12 Years a Slave
- 2015: Blackhat
- 2015: Sicario
- 2016: Arrival
- 2017: Blade Runner 2049
- 2018: Widows
- 2021: Dune
- 2021: The Unforgivable
- 2023: The Creator

### Televisie
- 1995: Out of the Bleu
- 1998: In the Red
- 1998: Solti: The Making of a Maestro (televisiefilm)
- 1998-1999: Jonathan Creek
- 1999: The Lakes
- 2000: The Secret World of Michael Fry
- 2001: Sword of Honour (televisiefilm)
- 2002: Fields of Gold (televisiefilm)
- 2002: Doctor Zhivago
- 2003: Eroica (televisiefilm)
- 2005: Mr. Harvey Lights a Candle (televisiefilm)
- 2006: The Virgin Queen
- 2006: Coop!
- 2008: The Devil's Whore
- 2008: Royal Ballet World Premiere (documentaire)
- 2009: The Birth of British Music (documentaire)
- 2012: Comedy Showcase
- 2012: Milton Jones's House of Rooms